# Vauxhall 14-6
Vauxhall 14-6 — автомобиль, выпускавшийся компанией Vauxhall в Англии с 1939 по 1948 год.
Представленный в октябре 1938 года на Британском международном автосалоне 1938 года в Эрлс-корте, 14-6 предлагался как четырёхдверный седан с шестью фарами, оснащённый рядным шестицилиндровым двигателем объёмом 1,8 л типа OHV. Он развивал максимальную скорость 112 км/ч и мог разгоняться от 0 до 80 км/ч в час за 18,2 секунды.

## Двигатель, трансмиссия и подвеска
Двигатель от предыдущей модели был сохранен, но со степенью сжатия, увеличенной с 6,25 до 6,75:1, и изменённой регулировкой фаз газораспределения, что увеличило мощность до 48 л. с. при 3000 об/мин. Другие особенности включали независимую переднюю подвеску с торсионами вместо прежней системы Dubonnet с полуэллиптическими листовыми рессорами сзади, гидравлические тормоза Lockheed и трехступенчатую полностью синхронизированную коробку передач вместо четырёхступенчатой коробки передач «silent third».

## Единые шасси и кузов
Автомобиль имел единый корпус с колёсной базой на 100 мм длиннее и колеей на 25 мм шире, чем у его предшественника, что делало его больше, чем модель 12-4, анонсированная в то же время. Ранее модели 12 и 14 л. с. имели один и тот же кузов. Салон включал в себя отдельные кожаные передние сиденья и заднее сиденье с откидным подлокотником, шторку на заднем окне и сдвижной люк.
Модели после Второй мировой войны можно отличить по воздухозаборниках на капоте и по изменённой решётке радиатора. Всего было выпущено 45 499 экземпляров, включая 30 511 в послевоенный период.

## Австралийское производство
Vauxhall 14 Model J был построен Holden в Австралии без использования единого корпуса. Раздельное шасси позволило австралийской фирме производить машины с открытыми и utility кузовами. Начиная с 1939 года, Model J предлагалась в кузовах седан, купе и родстер, как и в Англии, но в версии Holden, были также представлены coupe utility и  roadster utility.

Седан Model J был первым гражданским автомобилем, произведённым Holden в послевоенный период, сойдя с конвейера Fishermans Bend 21 мая 1946 года.

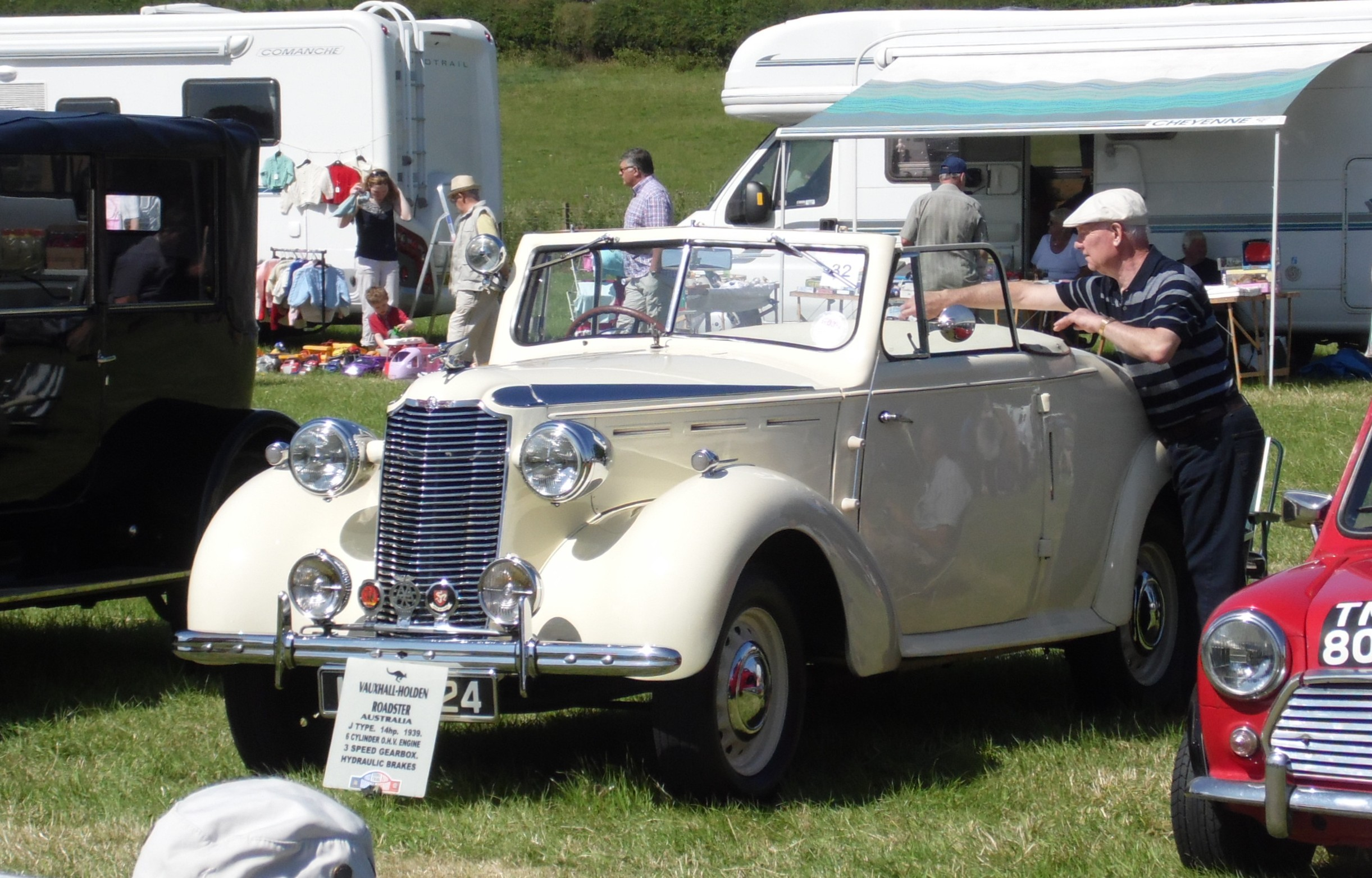
Vauxhall купе с откидным верхом 1939 года выпуска
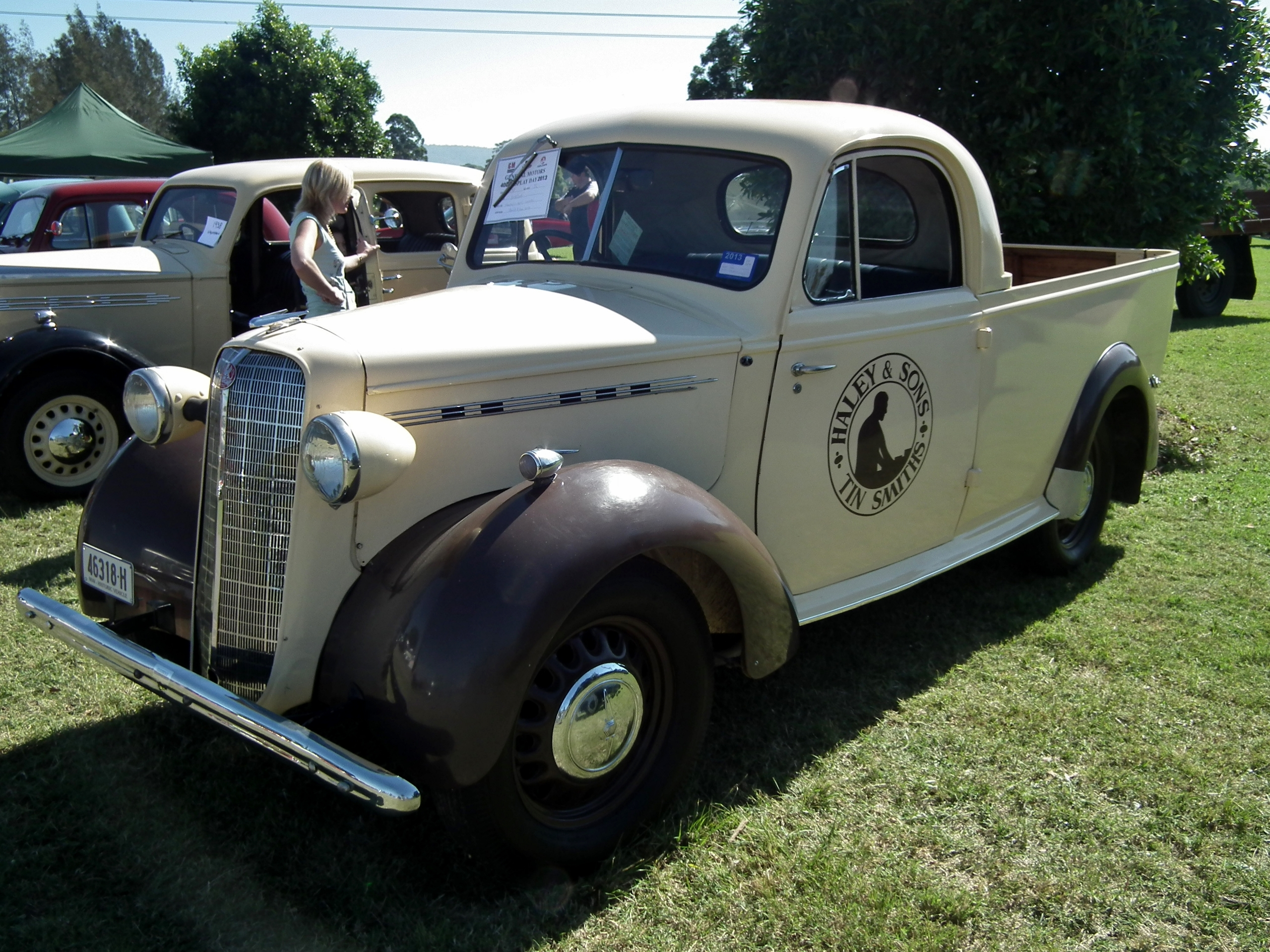
Bedford Business Roadster или coupe utility 1940 года
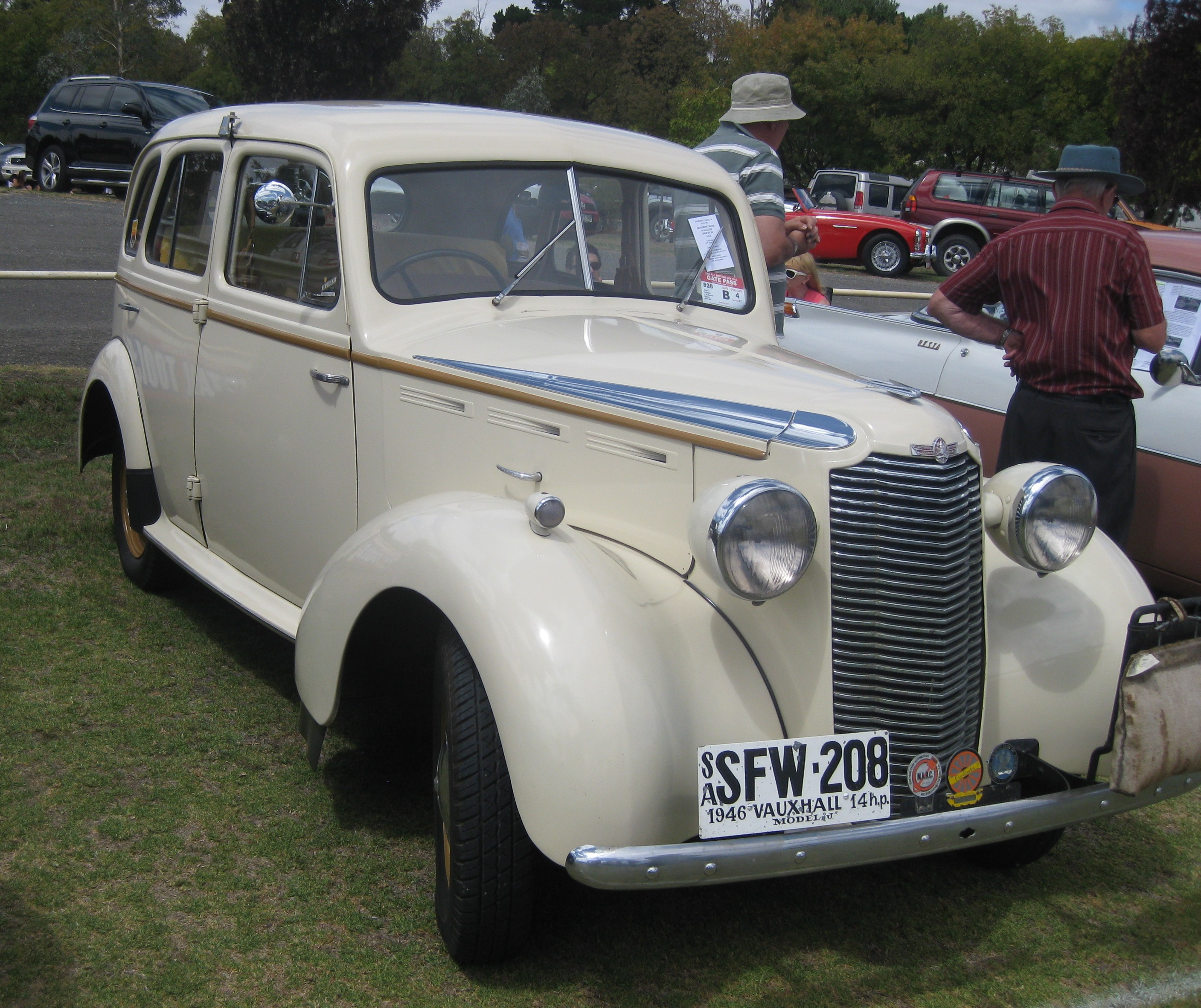
Vauxhall 14 Model J 1946 (Holden сделали разделённые лобовое стекло и крышу)